# Ostislandstrom

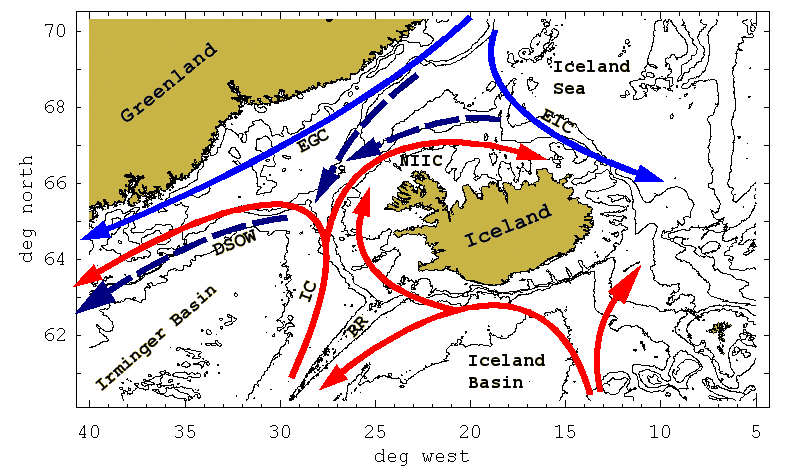
Rote Pfeile: Atlantisches Wasser (AW), blaue Pfeile: Polares und Arktisches Wasser (PW). Dänemarkstraße-Überlaufwasser (DSOW). EGC – Ostgrönlandstrom, EIC – Ostisländischer Strom. IC – Irmingerstrom, NIIC – Nordisländischer Irmingerstrom.

Der Ostislandstrom oder Ostisländischer Strom (englisch East Icelandic Current, EIC) ist eine kalte, nach Süden gerichtete Meeresströmung, die entlang der Ostküste Islands verläuft und eine wichtige Rolle im System der nordatlantischen Ozeanzirkulation spielt. Er transportiert polares und subpolares Wasser aus der Grönlandsee und dem Europäischen Nordmeer in Richtung der isländischen Küste und beeinflusst maßgeblich die ozeanographischen und klimatischen Bedingungen der Region.

## Eigenschaften und Verlauf
Der Ostislandstrom besteht hauptsächlich aus kaltem, salzarmem Wasser, das aus dem Arktischen Ozean und der Grönlandsee stammt. Er entsteht als Abzweigung des Ostgrönlandstroms südlich von 72°N und 11°W und transportiert das Wasser entlang des isländischen Kontinentalschelfs südwärts und dreht anschließend ostwärts entlang des Island-Färöer-Rückens, bevor er nach Norden in die Norwegische See abbiegt. Dieses Wasser ist typischerweise zwischen 0 °C und −1,7 °C kalt und weist eine Salinität von 30 bis 34 PSU auf, was die Bildung von Meereis in den oberen Wasserschichten begünstigt. Diese Eigenschaften resultieren aus dem Schmelzwasser von Meereis, Flusszuflüssen und dem Einfluss pazifischen Wassers.

Topographie des Ozeanbodens rund um Island

Die Strömung ist stark jahreszeitlichen Schwankungen unterworfen, wobei der Transport im Winter aufgrund verstärkter Windeinflüsse und Dichtegradienten zunimmt. Moderne Studien zeigen, dass der EIC eine Transportrate von etwa 0,5 bis 1,5 Sverdrup (Sv) aufweist, wobei Schwankungen durch atmosphärische Bedingungen wie die Nordatlantische Oszillation (NAO) beeinflusst werden.
Ein bedeutender Aspekt des EIC ist seine Rolle beim Transport von Frischwasser. Geostrophische Berechnungen, die auf Strömungsmessungen basieren, schätzen den Frischwassertransport des EIC auf etwa 5.500 m³/s relativ zu einer Salinität von 34,93 PSU oberhalb von 170 m Tiefe. Dies entspricht ungefähr 4 % des Frischwassertransports durch die Framstraße.

## Klimatische und ozeanographische Bedeutung
Der Ostislandstrom spielt eine entscheidende Rolle für das regionale Klima Islands, da er kaltes Wasser in die Gebiete südlich der Insel transportiert und damit die Meereisbildung sowie die marinen Ökosysteme beeinflusst. Paläozeanographische Studien deuten darauf hin, dass der EIC in der Vergangenheit starken Schwankungen unterlag, insbesondere während der Kleinen Eiszeit, als eine Verstärkung der Strömung zu kühleren Bedingungen vor Island führte.
Zudem beeinflusst der EIC die Tiefenwasserbildung in der Grönlandsee, indem er kaltes, salzarmes Wasser in die Region transportiert, das für die Konvektionsprozesse im Nordatlantik von Bedeutung ist. Veränderungen im EIC, wie beispielsweise ein Anstieg der Temperatur oder eine Abnahme der Salinität, könnten daher Auswirkungen auf die Stabilität und die Stärke der AMOC haben.

## Ökologische Bedeutung
Der Ostislandstrom beeinflusst das marine Ökosystem Islands erheblich. Durch den Transport von kaltem, nährstoffreichem Wasser unterstützt er die Produktivität der Region und beeinflusst die Verteilung von Fischarten. Veränderungen in Temperatur und Salinität des EIC können Auswirkungen auf die Lebensbedingungen verschiedener Meeresorganismen haben und somit auch die Fischereiindustrie beeinflussen.

## Wechselwirkungen mit anderen Strömungen
Der Ostislandstrom interagiert eng mit dem Nordisländischen Irmingerstrom (NIIC), der wärmeres und salzreicheres Wasser aus dem Süden durch die Dänemarkstraße heranführt. Diese Wechselwirkung führt zu starken Fronten und Wirbelbildungen, die für die Nährstoffverteilung und die Produktivität der isländischen Gewässer entscheidend sind. Etwa die Hälfte des NIIC rezirkuliert nördlich der Dänemarkstraße, während der Rest mit dem EIC zusammenfließt und eine gemeinsame Strömung bildet, die nordöstlich von Island verläuft. Im Bereich des Zusammenflusses mit dem Irmingerstrom nimmt der Anteil reinen Atlantikwassers deutlich ab (regional bis zu 75 %), während gleichzeitig kälteres, durch Mischung und Abkühlung modifiziertes Wasser atlantischen Ursprungs an Einfluss gewinnt.
Modellstudien zeigen, dass Veränderungen in der Stärke des EIC langfristige Auswirkungen auf die Ozeanzirkulation im subpolaren Nordatlantik haben können, insbesondere im Zusammenhang mit der Atlantischen Meridionalen Umwälzströmung (AMOC).

## Forschung und aktuelle Entwicklungen
Der Ostislandstrom wird in der Forschung intensiv untersucht, um die Dynamik des Nordmeeres und die Auswirkungen des Klimawandels besser zu verstehen. Durch den Einsatz von Driftbojen, Satellitenmessungen und numerischen Modellen konnte die Dynamik des Ostislandstroms in den letzten Jahrzehnten genauer analysiert werden. Aktuelle Studien deuten darauf hin, dass der EIC infolge des Klimawandels möglicherweise an Stärke verliert, was weitreichende Folgen für die Ozeanographie und die Fischerei haben könnte.
Eine reduzierte Kaltwasserzufuhr könnte zu einer Erwärmung der Gewässer östlich Islands führen, da der wärmere Irmingerstrom dominanter würde. So würde auch die Tiefenwasserbildung in der Labradorsee und der Grönlandsee gestört – mit potenziellen Rückkopplungen auf die Atlantische Umwälzzirkulation (AMOC).
Fischgründe könnten sich verschieben – Kaltwasserarten wie der Arktische Kabeljau (Gadus morhua) und Lodde (Mallotus villosus) aus der Familie der Stinte könnten nach Norden ausweichen, während wärmeliebende Arten (z. B. die Makrele, Scomber scombrus) expandieren könnten. Der EIC transportiert nährstoffreiches Wasser aus der Grönlandsee – seine Abschwächung könnte die primäre Produktivität (das Phytoplankton) reduzieren und die Nahrungskette beeinträchtigen.
Schließlich wären auch klimatische Rückwirkungen wahrscheinlich: Weniger Kaltwassertransport könnte die Meereisbildung östlich Islands verringern, was lokale Wetterextreme (Stürme) verstärken könnte.

## Weitere Literatur
- B. Hansen, S. Østerhus: North Atlantic–Nordic Seas exchanges. In: Progress in Oceanography, Band 45 (2000), Ausgabe 2, S. 109–208. DOI:10.1016/S0079-6611(99)00052-X.
- J. Aurélie Justwan, Nalan Koç, Anne E. Jennings (2008): Evolution of the Irminger and East Icelandic Current systems through the Holocene, revealed by diatom-based sea surface temperature reconstructions. In: Quaternary Science Reviews, Jahrgang 27 (2008), Ausgabe 15–16, S. 1571–1582. DOI:10.1016/J.QUASCIREV.2008.05.006.
- H. Jiang, M. Seidenkrantz, K. Knudsen, J. Eiríksson, (2001): Diatom surface sediment assemblages around Iceland and their relationships to oceanic environmental variables. In: Marine Micropaleontology, Band 41, Ausgabe 1–2, S. 73–96. DOI:10.1016/S0377-8398(00)00053-0.
- Steingrímur Jónsson, Robert S. Pickart, G.W.K. Moore (2022): Water mass transformation in the Iceland Sea: Contrasting two winters separated by four decades. In: Deep Sea Research Part I: Oceanographic Research Papers, Band 186, 103824 DOI:10.1016/j.dsr.2022.103824.
- Mary-Louise Timmermans, John Marshall: Understanding Arctic Ocean Circulation: A Review of Ocean Dynamics in a Changing Climate. In: Journal of Geophysical Research: Oceans, Band 125 (2020), Ausgabe 4, S. e2018JC014378. DOI:10.1029/2018JC014378